# Trockensaft
Als Trockensaft wird eine pulver- oder granulatförmige Arzneiform bezeichnet, die mit Leitungswasser meistens vom Patienten selbst oder in einer Apotheke zu einem Saft zubereitet wird.
Trockensäfte werden häufig bei Arzneistoffen verwendet, die in Wasser gelöst nur eine kurze Haltbarkeit haben. Außerdem wird die Bildung von Sedimenten verhindert.